# HMS Enterprise (D52)
«Ентерпрайз» (D52) (англ. HMS Enterprise (D52) — військовий корабель, легкий крейсер типу «Емеральд» Королівського військово-морського флоту Великої Британії за часів Другої світової війни.

## Історія створення
«Ентерпрайз» був закладений 28 червня 1918 на верфі компанії John Brown & Company, Клайдбанк. 7 квітня 1926 увійшов до складу Королівських ВМС Великої Британії.